# Mail (유닉스)
mail(메일)은 유닉스, 유닉스 계열 운영 체제용 명령 줄 이메일 클라이언트이다.

## 역사
일렉트로닉 메일은 시작부터 그곳에 있었다

더글러스 매킬로이는 자신의 논문 "A Research UNIX Reader: Annotated Excerpts from the Programmer’s Manual, 1971-1986"에서 이 글귀를 썼으며 mail 명령어가 리서치의 첫 판인 유닉스 제1판에 포함되었다. 이 버전의 mail은 유닉스 시스템의 다른 사용자들의 사서함에 메시지를 보낼(추가할) 수 있었으며 현재 사용자의 사서함의 관리(읽기)를 도왔다.